# Sam Krawczyk
Sam Jean Willem Krawczyk (Echt, 1 februari 2003) is een Nederlands voetballer die als aanvaller voor KVK Wellen speelt.

## Carrière
Sam Krawczyk speelde in de jeugd van EVV, MVV Maastricht, KRC Genk, UC Sampdoria, Oud-Heverlee Leuven, Fortuna Sittard en Roda JC Kerkrade. Hij debuteerde in het betaald voetbal voor Roda JC op 5 februari 2024, in de met 1-0 verloren uitwedstrijd tegen Jong AZ. Hij kwam in de 82e minuut in het veld voor Rodney Kongolo. In het seizoen 2023/24 viel hij vier keer kort in voor Roda JC. In het begin van het seizoen 2024/25 viel hij tweemaal in. In oktober 2024 besloot hij bij Roda te vertrekken. In januari 2025 sloot hij aan bij de Belgische amateurclub KVK Wellen.

### Statistieken
| Seizoen                     | Club             | Land           | Competitie      | Competitie | Competitie | Beker | Beker | Totaal | Totaal |
| Seizoen                     | Club             | Land           | Competitie      | Wed.       | Dlp.       | Wed.  | Dlp.  | Wed.   | Dlp.   |
| --------------------------- | ---------------- | -------------- | --------------- | ---------- | ---------- | ----- | ----- | ------ | ------ |
| 2023/24                     | Roda JC Kerkrade | Nederland      | Eerste divisie  | 4          | 0          | 0     | 0     | 4      | 0      |
| 2024/25                     | Roda JC Kerkrade | Nederland      | Eerste divisie  | 2          | 0          | 0     | 0     | 2      | 0      |
| 2024/25                     | KVK Wellen       | België         | Tweede afdeling | 8          | 2          | 0     | 0     | 8      | 2      |
| Carrièretotaal              | Carrièretotaal   | Carrièretotaal | Carrièretotaal  | 14         | 2          | 0     | 0     | 14     | 2      |
| Bijgewerkt op 28 maart 2025 |                  |                |                 |            |            |       |       |        |        |